# Jorrit Hendrix
Jorrit Hendrix (* 6. Februar 1995 in Panningen) ist ein niederländischer Fußballspieler, der seit Juli 2024 bei Preußen Münster unter Vertrag steht.

## Verein
Der Mittelfeldspieler wechselte 2004 vom SV Panningen in die Jugend des PSV Eindhoven. Sein Eredivisie-Debüt gab er dort am 10. August 2013 gegen NEC Nijmegen. Im Laufe der Zeit gewann er mit dem Verein dreimal die Meisterschaft, wurde zweimal Superpokalsieger und absolvierte 48 Europapokalspiele.
Im Januar 2021 gab dann der russische Erstligist Spartak Moskau die Verpflichtung Hendrix bekannt. Dort konnte er sich nicht als Stammspieler etablieren und so wurde er Anfang 2022 zu Feyenoord Rotterdam verliehen, kehrte aber nach Ende der Saison nach Moskau zurück.
Im August 2022 wurde der Vertrag mit Spartak Moskau aufgelöst und er wechselte ablösefrei zu Fortuna Düsseldorf. Im September 2023 wechselte er schließlich nach Australien zu Western Sydney Wanderers. Zur Saison 2024/25 schloss er sich dem deutschen Zweitligisten Preußen Münster unter Trainer Sascha Hildmann an. In seiner zweiten Saison für Preußen Münster wurde er vom neuen Trainer Alexander Ende zum Mannschaftskapitän ernannt und löste damit das Münsteraner Urgestein Marc Lorenz ab.

## Nationalmannschaft
Von 2009 bis 2016 spielte Hendrix insgesamt vierzigmal für diverse Jugendauswahlen der Niederlande und konnte dabei einen Treffer erzielen. Mit der U17 gewann er  durch einen 6:5-Sieg nach Elfmeterschießen im Finale gegen Deutschland die Europameisterschaft 2012.
Am 1. September 2016 kam er zu seinem bisher einzigen Einsatz in der A-Nationalmannschaft. Bei der 1:2-Testspielniederlage gegen Griechenland wurde er in der 65. Minute für Kevin Strootman eingewechselt.

## Erfolge
- U-17-Europameister: 2012
- Niederländischer Meister: 2015, 2016,  2018
- Niederländischer Superpokalsieger: 2015, 2016

## Privates
In der Provinz Limburg erlernte Hendrix in der Schule sechs Jahre lang die deutsche Sprache.
Am 2. Juni 2022 heiratete Hendrix. Er ist Vater von zwei Kindern.